# 日本インコム
株式会社日本インコム（にほんインコム）は、かつて存在したパソコンショップチェーンを展開していた企業。主にAppleの製品を販売していた。

## 概要
日本インコムは1983年9月に設立された。東京都豊島区東池袋の六又交差点付近にあるシウトウビルの3Fにあった「パソコンショップ・ニック」が第1号店であり。その後、1988年以降に池袋を中心として、様々な店舗名のパソコンショップを展開していった。
1980年代当時はビジネスソフトを値引き販売するパソコンショップが少なく、この点から日本インコムは業界でも先駆者的な存在であった。1995年には店舗名を「インコム」に統一し、関東地方に40店舗を展開して1995年9月期で約220億円の売上を計上するなど、急成長した。
こうした勢いを背景に、1998年の株式店頭公開を目指して各所から資金調達に奔走したが、パソコン価格の下落や、大手家電量販店との競争激化により、収益が落ち込む。さらには、商品サイクルの短縮や、Windows 95発売を間近にした買い控えなどによって不良在庫が増加し、一挙に信用不安を経て資金繰りが悪化。
結果、1996年2月29日に東京地裁に自己破産を申請し、倒産した。負債総額は約40億円であった。

## 存在した店舗
- ニック
- テレニック21
- ビジソフト24
- 電信販
- 西武パソコンプラザ[注釈 1]
- インコム
- ソフコム
- パソコン情報館

## その他
- 「テレニック21」開店時、店員を女性のみで構成し、「私たちがサービスします！」との文面で広告を出したことから、性風俗店と勘違いしてやってくる客も多かったという。
- 「ニック」店舗では、毎月2日・9日・29日をニックデーと称してセールを行っていた。
- 草の根BBSのMIYA-NETは一時期、テレニック21大宮店にホストを置いていた。